# Jean Vallier (horloger)
Pour les articles homonymes, voir Vallier et Jean Vallier.
Jean Vallier (1596-1649) est un horloger lyonnais du XVIIe siècle,.
Plusieurs de ses créations sont répertoriées dans la Base Joconde.

## Hommages
- Rue Jean-Vallier dans le 7e arrondissement de Lyon[4].